# Máriahalom
Máriahalom (1936-ig Kirva; németül: Kirwa, Kirwall) község Komárom-Esztergom vármegyében, az Esztergomi járásban.

## Fekvése
Máriahalom Komárom-Esztergom vármegyében, a Gerecse keleti, dombos nyúlványai között elterülő település, Szomor, Úny, Epöl, Sárisáp, Tinnye és Perbál szomszédságában; Dorogtól 12, Esztergomtól 20, Budapesttől 38 kilométerre. A települést az Úny-Bajna közötti 1122-es számú mellékút szeli át, de az előbbiből a falu keleti részén kiágazik egy másik, önkormányzati út is, amely Somodorpusztán át Szomorig (az 1105-ös útig vezet. A kiágazást hivatalos útirányjelző tábla nem jelöli, sőt egy 2004-ben kiadott térképen ez az út még forgalom elől elzárt útvonalként szerepelt.]

### Flórája
A település környékén többek közt a következő növényfajok telepedtek meg: deres tarackbúza (Agropyron intermedium), tollas szálkaperje (Brachypodium pinnatum), árva rozsnok (Bromus inermis), törpe sás (Carex humilis), kunkorgó árvalányhaj (Stipa capillata), hegyi árvalányhaj (Stipa joannis).

## Nevének eredete
A faluról először 1255-ben tettek említést Terra Keroa (Keroa földje) néven. 1271-től egységesen a Kerwa név fordul elő írásos formában, 1471-től a Kyrwa, a török korban Kirbaként tettek róla említést. A község neve feltételezések szerint szláv eredetű (a kriva jelentése görbe), a néphagyomány szerint egy nem tisztázott korból származó téglának köszönheti nevét, ezen a Kriw felirat volt olvasható. 1783-84-ben Kirvaként említik, a falu első, 1796-os pecsétjén a Kerwa elnevezés állt, a németek Kirwallnak nevezték. 1936. július 1-jétől Kirva a Máriahalom nevet viseli, amelyet Szűz Mária után kapott.

## Története
A település mai területén 11 kőkorszaki kőeszközt találtak, a bronzkor idején már mezőgazdasági termelés folyt a területen, ebből az időszakból agyagedényeket tártak fel. Később a kelták telepedtek meg a vidéken, őket követték a rómaiak, a település mai helyén három római villa is épült.
A korai Árpád-korban csak szórványtelepülések voltak a falu mai területén, később alakult ki az állandó település, 1255-ben említik először oklevél Terra Keroa (Keroa földje) néven. 1273-ban az óbudai apácák tulajdonába került, akik jobbágyaikkal halastavat építettek, amelynek maradványi ma is megtalálhatóak. A középkori lassú fejlődésnek a török hódítás vetett véget.
1526 után állandósultak a háborúk, a terület fokozatosan elnéptelenedett, a táj elvadult, ennek ellenére az 1570-es adólajstrom idején a környék falvai közül Csolnok és Kesztölc mellett Kirva is lakott volt, 8 családban összesen 12 adózót írtak össze, a nevek alapján feltételezhetően magyar falu volt. A 17. században már nem szerepel egyetlen összeírásban sem, elpusztult.
A török kiűzése után Kirva újra az apácák birtoka lett, majd a klarisszák 1782-es feloszlatása után a Vallásalap tulajdonába szállt át. A falu első újkori lakói Csolnokról érkeztek, azonban az elvadult határnak csak hatodát tudták megművelni. A munkáskezek és adózók hiánya miatt II. József 1784-ben felgyorsította a még lakatlan, ritkán lakott területek benépesítését, így Kirvára is a Német Birodalomból érkeztek betelepülők, akiknek 10 évnyi adómentességet ígértek.
A betelepítést a Vallásalap telepítési biztosa irányította, tevékenységének köszönhetően egy év alatt 100 család jelentkezett főleg Württemberg tartományból, akiknek a 10 évnyi adómentességen felül még házat és gazdasági felszerelést is ígértek. A családok 1785 nyarán hajóztak le a Dunán Almásfüzitőig, néhányan életüket vesztették az út során. A telepesek Füzitőről Csolnokra és Csabára kerültek, ugyanis a telepítési biztos által ígért kész házak és gazdasági felszerelés helyett csak egy ritkán lakott, elvadult puszta várta őket. 1786 márciusáig nem történt érdemi változás az ügyükben, így a telepesek a Helytartótanácshoz fordultak panasszal, ennek eredményeképpen 1786 nyarán megkezdődött a falu építése. A betelepülés után egy évvel megkezdődött az igaerő, a gazdasági és háztartási felszerelések szétosztása. A németországi telepesekhez 6 belső telepes család is csatlakozott, ők is németek voltak, közülük négy (köztük a falu első lakói) Csolnokról, kettő pedig Taksonyból érkezett. 1786 nyarának végére elkészült a parasztok és iparosok 50 háza, ezekbe költözött a 300 telepes, 1787-re a zsellérek házai is felépültek. A korábbi elvadult puszta rövid időn belül termő kultúrtájjá változott, az 1800-as években káposzta, kender, búza, rozs, kukorica és burgonya termesztése mellett szőlőműveléssel is foglalkoztak a falu lakói.
Barokk stílusú római katolikus temploma, melyet János evangélista nevére szenteltek, 1820 és 1822 között épült fel. 1848 szeptemberében 15 máriahalmi nemzetőr szolgált Görgei Artúr Buda felé előrenyomuló csapatában. 1866-ban kolerajárvány pusztított a faluban, amely 72 áldozatot követelt (ez a népesség mintegy 15%-a volt), a megfogyatkozott népesség pótlására több család érkezett Perbálról és Csolnokról. A népesség nyelvi összetétele nem változott, továbbra is a lakók abszolút többsége, kb. 95%-a német anyanyelvű volt, azonban mintegy negyedük beszélt magyarul is. A századfordulón a máriahalmiak döntő többsége, 80%-a mezőgazdaságból élt, a foglalkoztatottsági szerkezetben meghatározó volt még a kereskedelem és az egyre növekvő jelentőségű bányászat is. A 20. század kezdetén javultak a piacra termelő gazdák szállítási lehetőségei, 1896-ra kiépült a Budapest–Esztergom-vasútvonal, amelyet Pilisjászfalunál tudtak elérni. 1910-ben megkezdődött a Dorogra vezető 13 kilométeres makadámút építése.
Az első világháború alapjaiban változtatta meg a falu mindennapjait; a fiatal férfiak döntő többsége – 52 fő – behívót kapott, a népesség megélhetése szempontjából elengedhetetlen mezőgazdasági munkák során a hiányzó munkaerőt nők, gyerekek és idősek pótolták. A viszontagságos körülmények között betakarított terményeket rekvirálták, a háborút követő zűrzavaros időszak során tovább romlott a helyzet, 1919 augusztusában a megszálló román csapatok kifosztották a települést, a lovakat, bort, szénát és a gabonát is elszállították.

## Közélete

### Polgármesterei
- 1990–1994: Sári János Mihály (független)[14]
- 1994–1998: Klinger János (független)[15]
- 1998–2002: Klinger János (független német kisebbségi)[16]
- 2002–2006: Pántya György (MSZP)[17]
- 2006–2010: Murczin Kálmán (független)[18]
- 2010–2013: Murczin Kálmán (független)[19]
- 2013–2014: Kniezlné Drobinoha Erzsébet Zsóka (független)[20]
- 2014–2019: Murczin Kálmán (független)[21]
- 2019–2024: Murczin Kálmán (független)[22]
- 2024– : Murczin Kálmán (független)[1]

A településen 2013. december 15-én időközi polgármester-választást (és képviselő-testületi választást) tartottak, az előző képviselő-testület önfeloszlatása miatt. A választáson a hivatalban lévő polgármester nem indult el.

## Népessége
| Lakosok száma | 643  | 613  | 601  | 616  | 660  | 663  | 645  |
|               | 2013 | 2014 | 2015 | 2021 | 2022 | 2023 | 2024 |

A 2011-es népszámlálás során a lakosok 88,2%-a magyarnak, 1,2% cigánynak, 24,1% németnek, 0,7% románnak, 0,4% szlováknak mondta magát (11,2% nem nyilatkozott; a kettős identitások miatt a végösszeg nagyobb lehet 100%-nál). A vallási megoszlás a következő volt: római katolikus 44,6%, református 6,8%, evangélikus 0,1%, görögkatolikus 1,9%, izraelita 0,1%, felekezeten kívüli 20,1% (24,5% nem nyilatkozott).
2022-ben a lakosság 83,6%-a vallotta magát magyarnak, 7% németnek, 1,2% cigánynak, 0,3% ukránnak, 0,3% szlováknak, 0,2-0,2% románnak, horvátnak, szerbnek, bolgárnak és ruszinnak, 2,6% egyéb, nem hazai nemzetiségűnek (16,2% nem nyilatkozott; a kettős identitások miatt a végösszeg nagyobb lehet 100%-nál). Vallásuk szerint 26,5% volt római katolikus, 5,6% református, 2,6% görög katolikus, 0,5% ortodox, 0,3% evangélikus, 0,8% egyéb keresztény, 1,8% egyéb katolikus, 17,1% felekezeten kívüli (44,7% nem válaszolt).

## Látnivalók, nevezetességek
- Késő barokk stílusú római katolikus temploma
- Török-kút, melyet a hagyomány szerint még a törökök építettek.
- A Szőlőhegy pincesora.

## Képgaléria

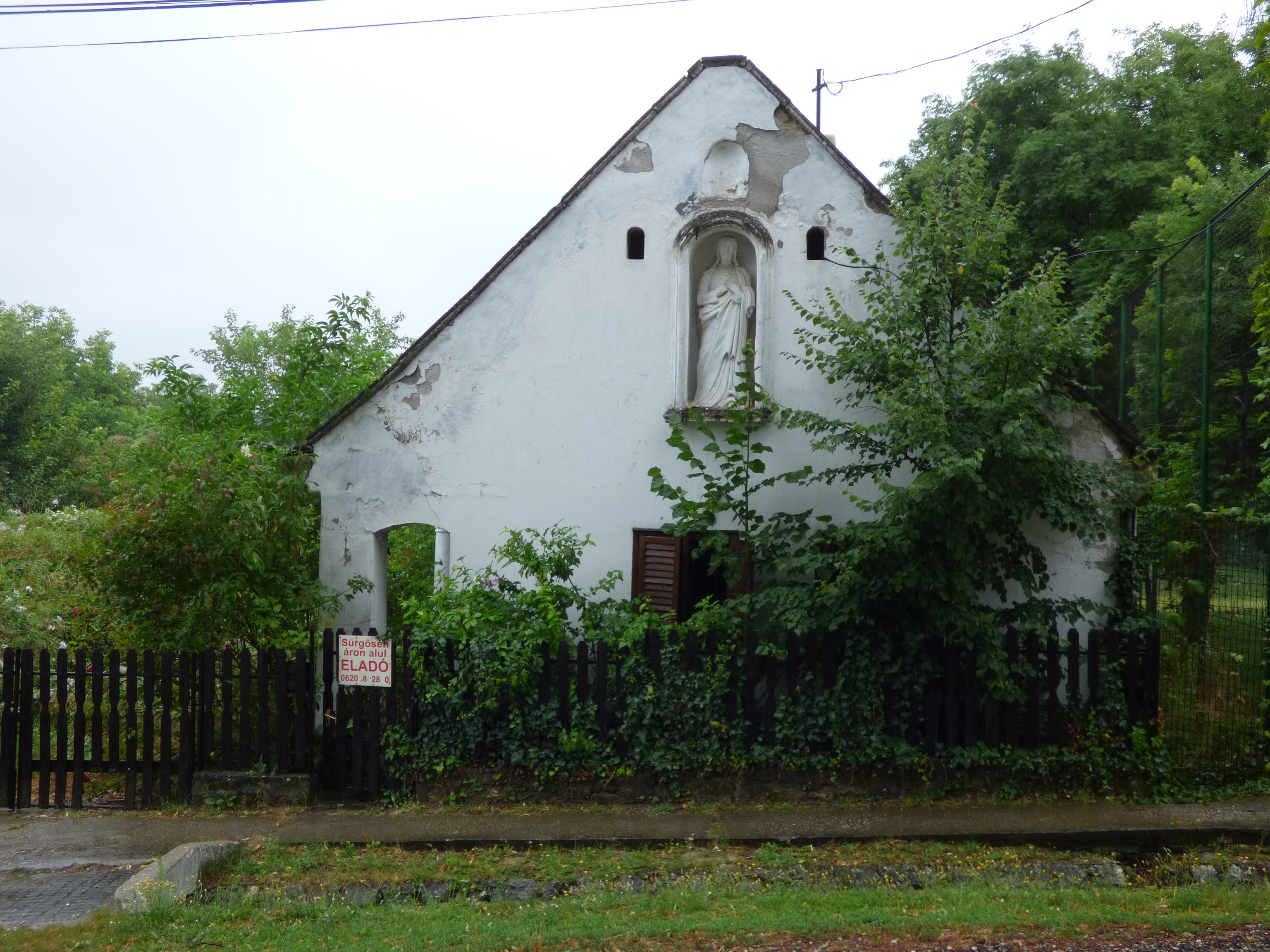
Régi parasztház a templom közelében
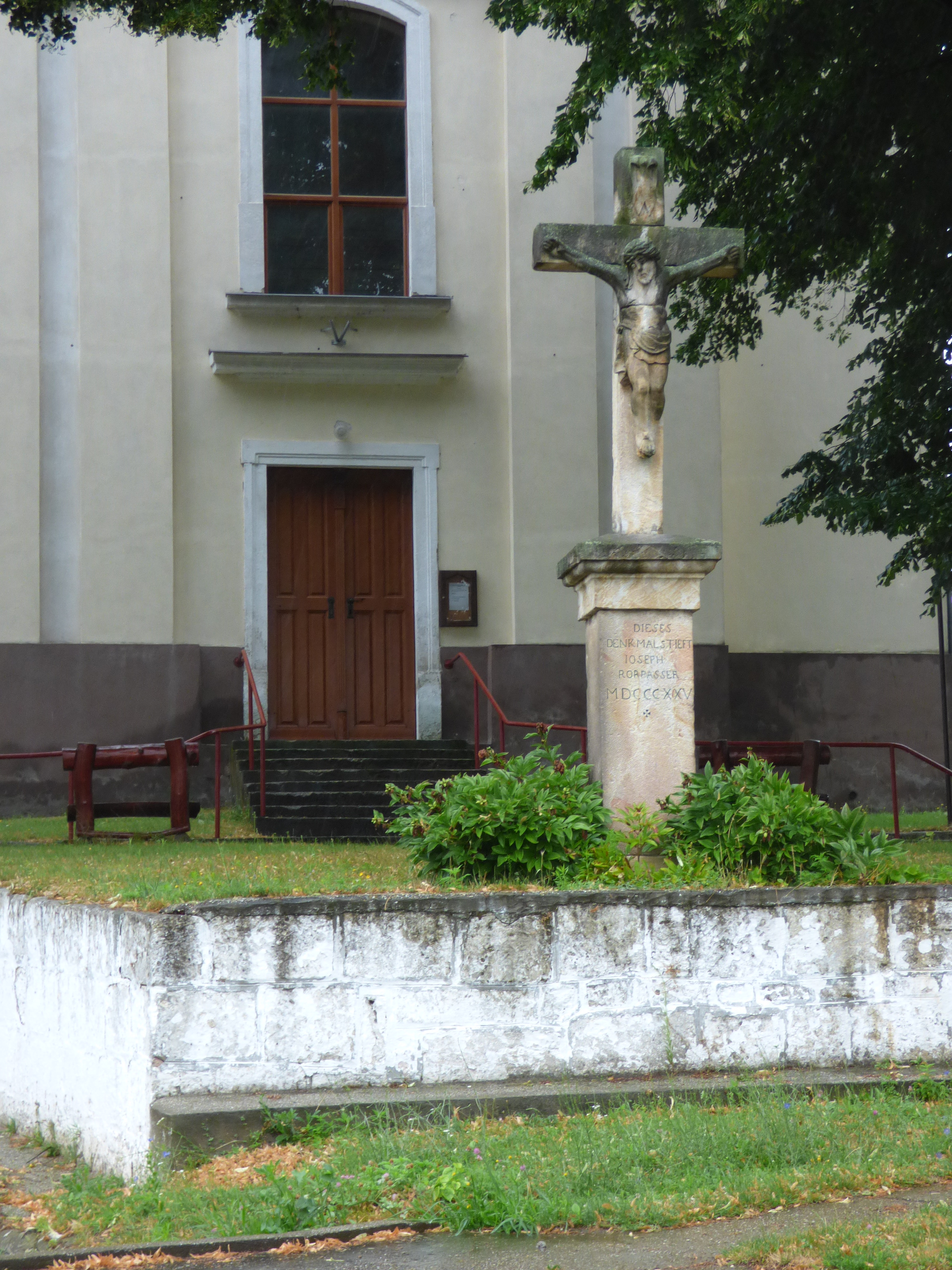
A templom bejárata előtti kereszt
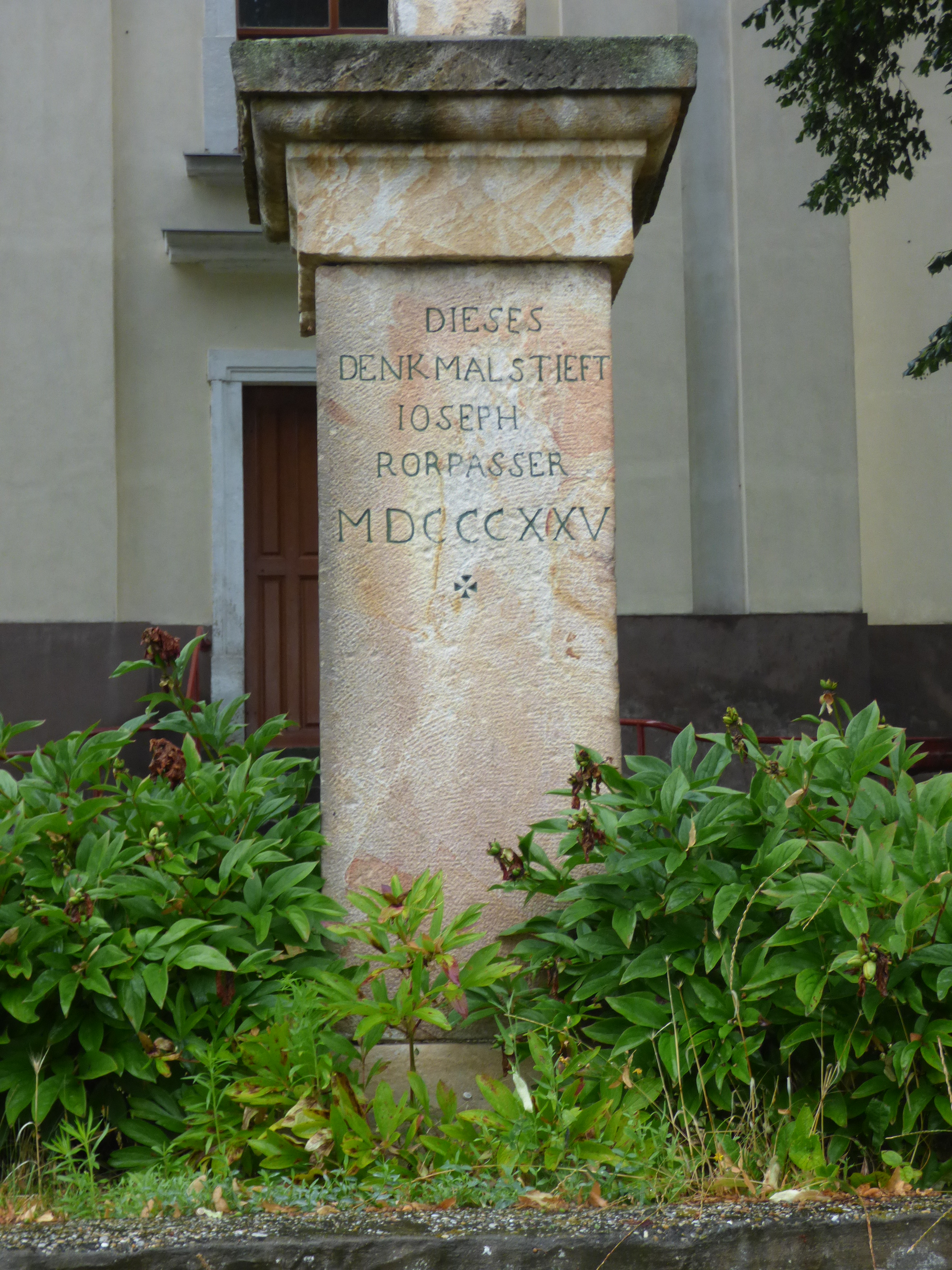
A templom előtti kereszt talapzata
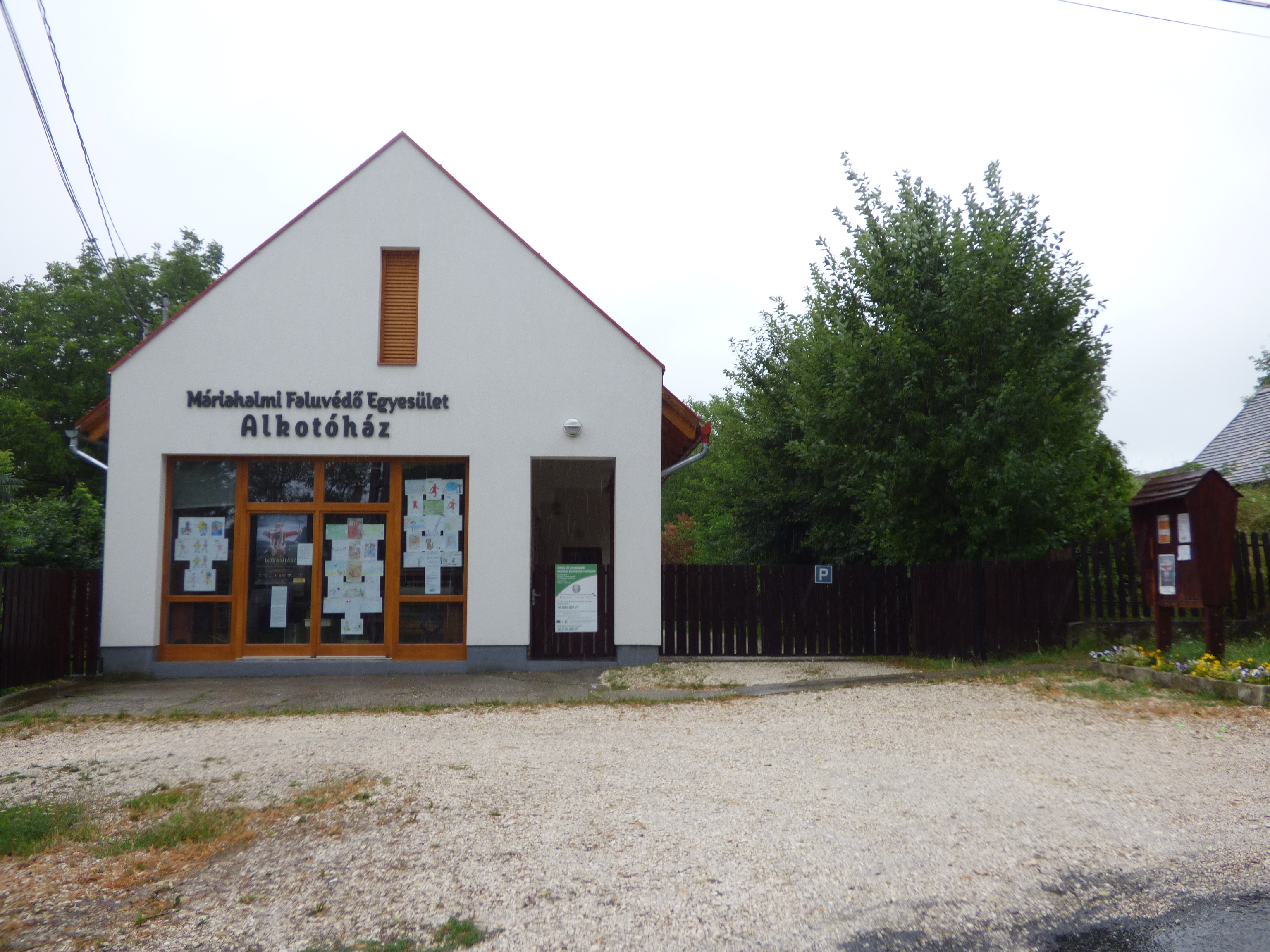
Alkotóház a falu központjában
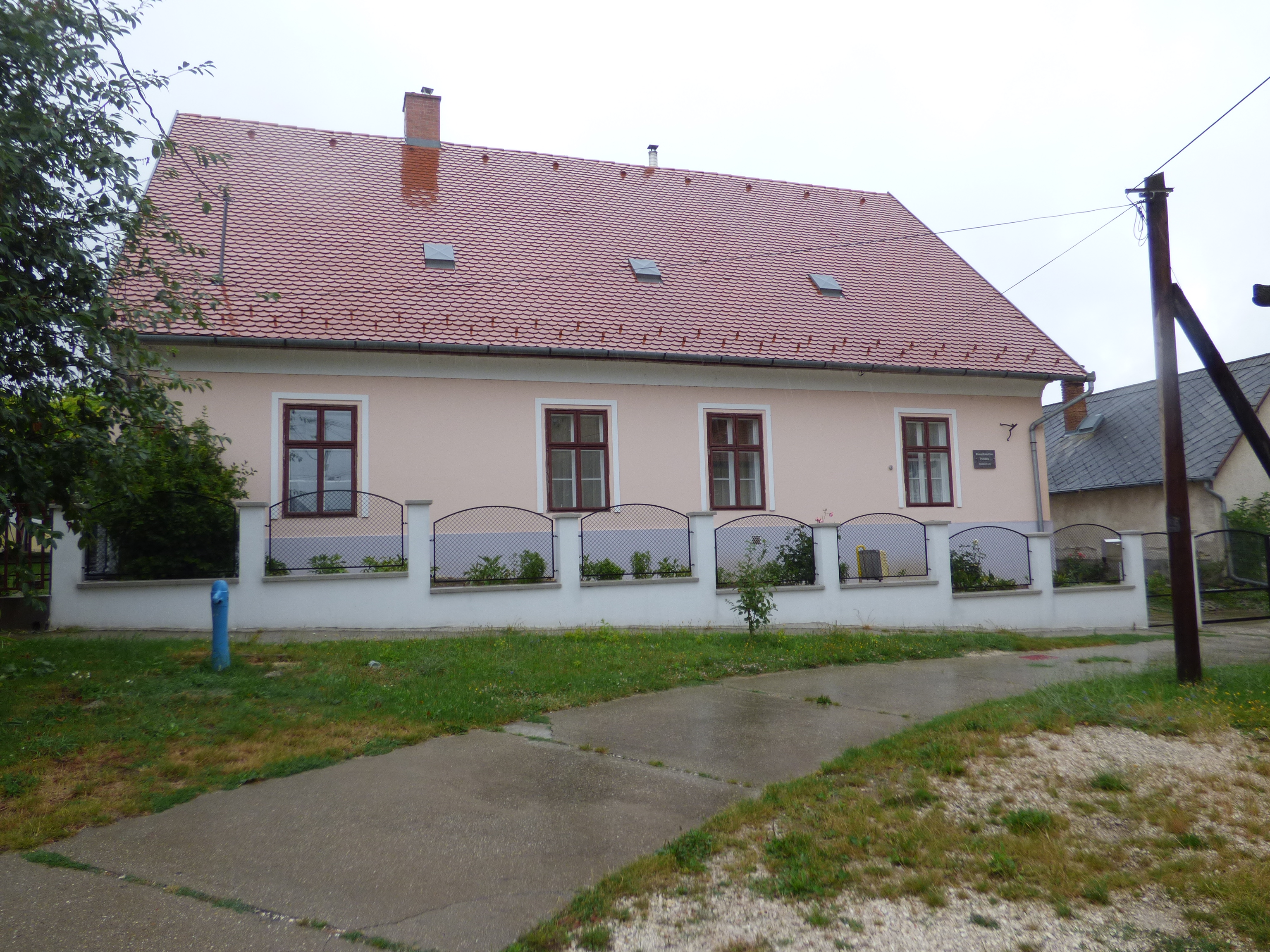
A plébániaépület
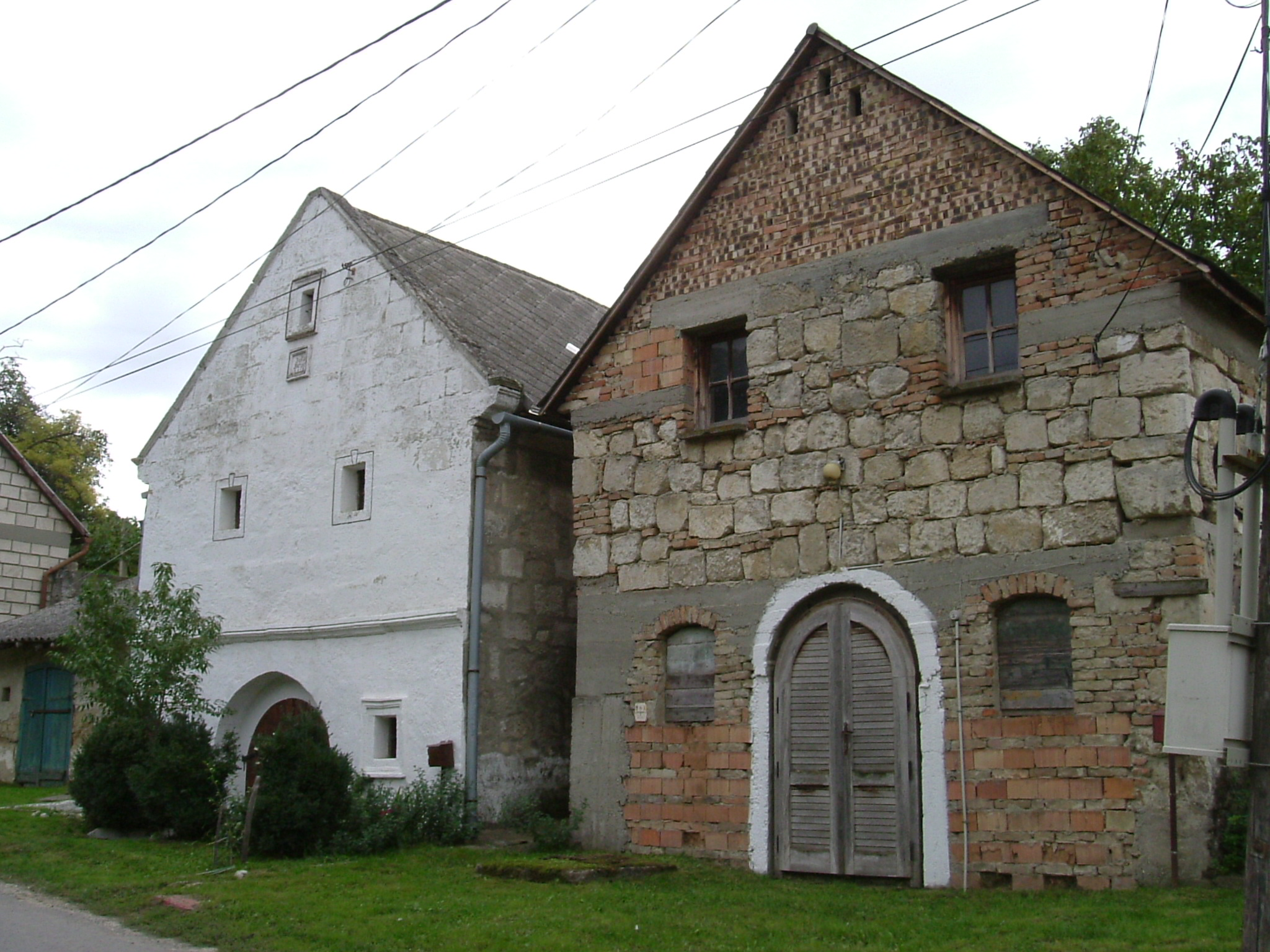
Présházak